# Gina Manès

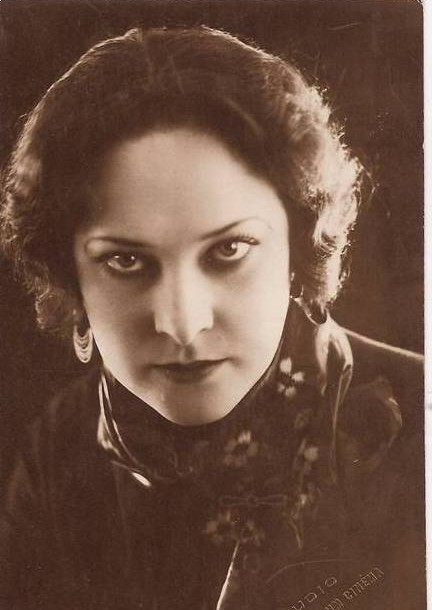
Gina Manès

Gina Manès (bürgerlich Blanche Moulin; * 7. April 1893 in Paris; † 6. September 1989 in Toulouse) war eine französische Schauspielerin.

## Leben
Sie begann ihre Karriere beim Pariser Varieté. 1918 gab sie ihr Filmdebüt bei Louis Feuillade, spielte danach unter den Regisseuren René Navarre und Jean Epstein und stieg im Laufe der 1920er Jahre zu einem der führenden französischen Leinwandstars auf. Einen Höhepunkt ihrer Popularität erreichte sie 1927 als Joséphine de Beauharnais in Abel Gances Film Napoleon.
Anschließend war sie Titelheldin in Du sollst nicht ehebrechen!, einer Adaption des Romans Thérèse Raquin von Émile Zola, die Jacques Feyder in Berlin drehte. Danach spielte sie einige Zeit in Deutschland. In den 1930er Jahren erhielt sie nur noch selten größere Filmrollen, blieb aber durch ihre exzentrischen öffentlichen Auftritte in den Schlagzeilen. Am 12. November 1942 wurde sie dabei während einer Zirkusnummer mit Tigern schwer verletzt.
Ende der 1940er Jahre ging Manès nach Marokko und betrieb dort eine Schauspielschule. Von dort kehrte sie für Film- und Theaterrollen immer wieder nach Paris zurück. Erst 1972 beendete sie ihre schauspielerische Aktivität.

## Filmografie (Auswahl)
- 1918: L’homme sans visage
- 1919: Le chiffre
- 1920: Tue-la-mort
- 1920: L’homme au trois masques
- 1921: Le sept de trèfle
- 1922: La dame de Monserau
- 1923: Le cœur fidèle
- 1923: Die rote Herberge (L'auberge rouge)
- 1924: L’énigme
- 1924: Die zweite Kugel (La main qui a tué)
- 1925: Künstlerblut (Âme d'artiste)
- 1927: Der Millionenraub im Riviera-Expreß
- 1927: Napoleon (Napoléon)
- 1928: Du sollst nicht ehebrechen!
- 1928: Mädchenschicksale
- 1928: Die kleine Sklavin
- 1928: Rausch (Synd)
- 1928: Die Heilige und ihr Narr
- 1928: Quartier Latin
- 1928: Looping the Loop
- 1928: S.O.S. Schiff in Not
- 1929: Balalaikanächte (Nuit de princes)
- 1929: Le requin
- 1931: Salto Mortale
- 1931: Grock
- 1932: Pax
- 1933: Maigret – Um eines Mannes Kopf (La Tête d'un homme)
- 1933: La voix sans disque
- 1934: Le diable en bouteille
- 1935: Barcarolle d’amour
- 1935: Divine
- 1936: Mayerling
- 1937: Die Geliebte des Gardeoffiziers (Nostalgie)
- 1938: Das Leben ist kein Roman (La maison du Maltais)
- 1938: S.O.S. Sahara
- 1939: Fort Dolorès
- 1940: Retour au bonheur
- 1943: Les caves du ‘Majestic’
- 1949: Die Tänzerin von Marrakesch (La danseuse de Marrakech)
- 1952: Appel 17
- 1954: Verfemte Frauen (Marchandes d'illusions)
- 1954: Die Affären einer Primadonna (La Belle Otero)
- 1954: Der Graf und die drei Musketiere (Il visconte di Bragelonne)
- 1955: Das Tagebuch des Mister Thompson (Les carnets du Major Thompson)
- 1956: Der Modekönig (Le couturier de ces dames)
- 1956: Das Gesetz der Straße (La loi des rues)
- 1957: Ein gewisser Monsieur Jo (Un certain Monsieur Jo)
- 1958: Das Spiel war sein Fluch (Le joueur)
- 1960: Le bonheur est pour demain
- 1965: Pas de panique